# Riscossione dei tributi
La riscossione dei tributi, secondo la legge italiana, è la fase successiva a quella dell'accertamento, ed è composta da vari atti collegati da cadenze temporali.

## Storia
Il servizio di riscossione dei tributi, fino all'anno 1989, era affidato agli esattori delle imposte dirette, i quali erano incaricati di incassare, per conto dello Stato e degli altri enti impositori, tutti i tributi (erariali e non erariali). Per essere ammessi all'esercizio di tale attività, gli esattori dovevano superare una selezione indetta dal Ministero delle finanze e percepivano un aggio di riscossione, la cui misura massima era del 6,72%.
Il D.P.R. 28 gennaio 1988, n. 43, attuativo della legge delega 4 ottobre 1986, n. 657 riformò la riscossione dei tributi, affidando ai concessionari la riscossione coattiva di tutte le imposte erariali, con decorrenza dall'1/01/1990. Tale riforma, curata dall'allora sottosegretario alle Finanze Domenico Susi (P.S.I.), abolì le esattorie comunali e gli esattori privati, prevedendo la possibilità che anche le banche potessero esercitare la riscossione, scelta effettuata al fine di rendere più capillare l'attività puntando sulla distribuzione delle filiali bancarie sul territorio.
Verso la fine degli anni novanta venne realizzata un'altra riforma, con l'emanazione della legge delega 28 settembre 1998 n. 337 che, oltre a delegare il governo italiano all'emanazione di provvedimenti per il riordino della materia permise l'abbandono della documentazione cartacea per ottenere il rimborso delle quote inesigibili e l'abolizione dell'obbligo propedeutico dello svolgimento della procedura mobiliare. Essa portò tra l'altro l'abolizione del non riscosso come riscosso, la cartella unica sulla base del domicilio fiscale del contribuente, le procedure cautelative ed esecutive, l'accesso alle banche dati dell'anagrafe tributaria. Il successivo d.lgs. 13 aprile 1999 n. 112 stabilì che il Ministero delle finanze organizzasse il servizio, mediante l'affidamento della concessione a soggetti (pubblici e/o privati) da individuarsi a seguito dello svolgimento di una procedura di selezione stabilita dalla stessa norma, e che gli stessi concessionari potessero esercitare il recupero dei crediti secondo le leggi vigenti.
Il decreto legge 30 settembre 2005, n. 203 - convertito in legge 2 dicembre 2005, n. 248 - riordinò nuovamente il servizio, disponendo la gestione pubblica dello stesso, tramite determinati soggetti quali agenti della riscossione.

## Caratteristiche generali
Essa ha ad oggetto la raccolta dei tributi e tutti i proventi fiscali dei quali riceva l'incarico di rastrellamento da parte di un ente in genere statale, erariale o comunque operante in termini di diritto pubblico.
È una fase tipica, cioè tipizzata, nel senso che l'ente impositore può adottare solo forme di riscossione previste dalla legge. È importante tenere concettualmente distinti gli atti della riscossione dagli atti della fase precedente, quella di accertamento. La fase dell'accertamento culmina con l'emanazione di un provvedimento amministrativo, che impone il pagamento del tributo.
La riscossione, invece, corrisponde al pagamento del tributo, che può avvenire o mediante versamento diretto o a seguito di un'iscrizione a ruolo.
Il pagamento può essere effettuato presso lo sportello di un agente della riscossione, uno sportello bancario, presso un ufficio postale o per via telematica.

## Modalità

### Riscossione spontanea
Nel sistema tributario italiano, le principali imposte erariali (Irpef, Ires, Iva, imposta di registro) ed anche alcuni importanti tributi locali (come ad esempio l'Irap) sono riscossi tramite versamenti spontanei. Con il d.lgs. 9 luglio 1997, 241 è stata prevista la possibilità di versare i tributi utilizzando il modello F24 (ad eccezione dell'imposta di registro) nel quale è possibile compensare crediti e debiti relativi a diversi tributi.

### Riscossione a mezzo ruolo
Per i soli tributi per cui non è previsto il versamento spontaneo si procede alla riscossione tramite ruolo. Si procede allo stesso modo per i tributi non versati spontaneamente, nonché per quelli oggetto di accertamento dell'ufficio.
I ruoli si distinguono in:
- ordinari;
- straordinari, che possono essere formati quando sussiste pericolo per la riscossione.[4]

Le somme dovute dal contribuente possono essere iscritte a ruolo:
- a titolo definitivo: tale iscrizione riguarda l'intero importo risultante dalla liquidazione delle dichiarazioni ai sensi degli art. 36 bis DPR 29 settembre 1973, n. 600 e 54 bis DPR 26 ottobre 1972, n. 633 dal controllo formale di cui all'art. 36 ter DPR 600/1973, nonché da accertamenti divenuti definitivi. In ogni caso alle iscrizioni a titolo definitivo si provvede con ruolo ordinario.
- a titolo provvisorio per le somme derivanti da accertamenti non definitivi.

Può provvedersi con ruolo straordinario per l'intero importo delle imposte, sanzioni e interessi, se sussiste fondato pericolo per la riscossione. In caso contrario, si provvede con ruoli ordinari da formare dopo la scadenza del termine per ricorrere, alla cosiddetta riscossione frazionata in pendenza di giudizio. In caso di ricorso le iscrizioni sono fatte per i seguenti importi:
1. metà delle imposte accertate subito dopo la proposizione del ricorso;
2. per l'ammontare fissato nella sentenza della commissione tributaria provinciale, ma comunque nel massimo di due terzi delle imposte accertate (anche se viene respinto il ricorso)
3. per l'ammontare deciso dalla commissione tributaria regionale.

Nelle iscrizioni provvisorie in caso di sentenza definitiva favorevole al contribuente si procede a sgravio o rimborso dell'eccedenza.

## La riscossione dei tributi locali
Gli enti locali possono riscuotere le entrate in proprio, utilizzando come atto esecutivo la cosiddetta ingiunzione fiscale (disciplinata dal vecchissimo R.D. 639/1910, prima abrogato e poi "riesumato" proprio per le riscossioni delle entrate locali) oppure deliberare di affidare ex decreto-legge 22 ottobre 2016, n. 193 convertito in legge 1º dicembre 2016, n. 225 la riscossione ad Agenzia delle Entrate-Riscossione, la quale utilizzerà il ruolo. La procedura per la riscossione in proprio deve essere seguita anche in caso di esternalizzazione del servizio ad apposita società, purché l'affidatario non sia la succitata ex Equitalia. Ai sensi dell'art. 52 del d.lgs. 15 dicembre 1997, n. 446 gli enti locali hanno piena autonomia in materia della gestione delle proprie entrate; per la riscossione dei tributi locali operano in regime di concorrenza con l'operatore pubblico i soggetti privati iscritti all'albo dei soggetti abilitati alla gestione delle attività di liquidazione e di accertamento dei tributi e quelle di riscossione dei tributi e di altre entrate delle province e dei comuni tenuto dal Ministero delle finanze ai sensi dell'art. 53 del d.lgs. del 15 dicembre 1997, n. 446.
In tal caso la scelta deve obbligatoriamente avvenire con selezione ad evidenza pubblica previa emanazione di bando di gara ai sensi del D.L. 30 settembre 2005, n. 203 (tanto per affidamento ad operatori pubblici che privati ed indipendentemente dal sistema di riscossione coattiva - ruolo o ingiunzione fiscale - adottato).